# Zaleszczotki Tajlandii
Zaleszczotki Tajlandii – ogół taksonów pajęczaków z rzędu zaleszczotków (Pseudoscorpiones), których występowanie stwierdzono na terytorium Tajlandii.
Do 2021 roku z terenu Tajlandii wykazano 43 gatunki zaleszczotków należące do 13 rodzin.

## Podrząd:Epiocheirata

### Nadrodzina:Chthonioidea

#### Rodzina:Chthoniidae
Z Tajlandii podano następujące gatunki:
- Lagynochthonius brincki (Beier, 1973)
- Lagynochthonius tonkinensis (Beier, 1951)
- Tyrannochthonius pachythorax Redikorzev, 1938
- Tyrannochthonius terribilis (With, 1906)

#### Rodzina:Tridentochthoniidae
Z Tajlandii podano następujące gatunki:
- Ditha laosana Beier, 1951
- Ditha proxima (Beier, 1951)

## Podrząd:Iocheirata

### Nadrodzina:Cheliferoidea

#### Rodzina:Atemnidae
Z Tajlandii podano następujące gatunki:
- Anatemnus orites (Thorell, 1889)
- Anatemnus vermiformis (With, 1906)
- Metatemnus heterodentatus Beier, 1952
- Micratemnus ceylonicus Beier, 1973
- Oratemnus navigator (With, 1906)
- Oratemnus saigonensis (Beier, 1930)
- Oratemnus semidivisus Redikorzev, 1938
- Paratemnoides redikorzevi (Beier, 1951)
- Stenatemnus extensus Beier, 1951
- Stenatemnus fuchsi (Tullgren, 1907)
- Tullgrenius compactus Beier, 1951

#### Rodzina:Cheliferidae
Z Tajlandii podano następujące gatunki:
- Ancistrochelifer orientalis (Beier, 1967)
- Dactylochelifer martensi Dashdamirov, 2006
- Lissochelifer mortensenii (With, 1906)
- Lophochernes bisulcus (Thorell, 1889)
- Lophochernes gracilis Beier, 1943
- Lophochernes obtusecarinatus Beier, 1951

#### Rodzina:Chernetidae
Z Tajlandii podano następujące gatunki:
- Allochernes tropicus (Beier, 1967)
- Haplochernes warburgi (Tullgren, 1905)
- Megachernes trautneri Schawaller, 1994
- Ochrochernes indicus Beier, 1974
- Parachernes cocophilus (Simon, 1901)
- Verrucachernes oca Chamberlin, 1947

#### Rodzina:Withiidae
Z Tajlandii podano następujący gatunek:
- Metawithius spiniventer Redikorzev, 1938

### Nadrodzina:Garypoidea

#### Rodzina:Garypinidae
Z Tajlandii podano następujący gatunek:
- Garypinus nobilis With, 1906

#### Rodzina:Geogarypidae
Z Tajlandii podano następujący gatunek:
- Geogarypus longidigitatus (Rainbow, 1897)

#### Rodzina:Olpiidae
Z Tajlandii podano następujące gatunki:
- Indolpium funebrum (Redikorzev, 1938)
- Olpium jacobsoni Tullgren, 1908

### Nadrodzina:Neobisioidea

#### Rodzina:Ideoroncidae
Z Tajlandii podano następujące gatunki:
- Dhanus siamensis (With, 1906)
- Shravana laminata (With, 1906)

#### Rodzina:Neobisiidae
Z Tajlandii podano następujące gatunki:
- Bisetocreagris annamensis (Beier, 1951)
- Bisetocreagris indochinensis (Redikorzev, 1938)
- Bisetocreagris thailandica Schawaller, 1994
- Stenohya hamata (Leclerc and Mahnert, 1988)
- Stenohya mahnerti Schawaller, 1994

#### Rodzina:Syarinidae
Z Tajlandii podano następujący gatunek:
- Alocobisium ocellatum Beier, 1978

### Nadrodzina:Sternophoroidea

#### Rodzina:Sternophoridae
Z Tajlandii podano następujący gatunek:
- Afrosternophorus dawydoffi (Beier, 1951)